# Crush Roller
Crush Roller (クラッシュローラー?, Kurasshu Rōrā) è un videogioco rompicapo arcade sviluppato nel 1981 da Alpha Denshi. Pubblicato in Giappone da Kural Samno Electric, successivamente è stato concesso in licenza per l'uscita in Nord America come Make Trax da Williams Electronics, e in Europa con lo stesso nome sia da Karateco che da Exidy.
Un remake nuovamente a opera di ADK venne distribuito in tutto il mondo da SNK sulla portatile Neo Geo Pocket Color nel 1999.

## Modalità di gioco
Parzialmente ispirato a Pac-Man, Crush Roller come tale si struttura su di un unico sopraelevato schema labirintico, provvisto in ognuno dei suoi lati esterni (in opposizione ai due del suddetto titolo Namco) di portali, che permettono al giocatore di sbucare dalle parti opposte. Il gameplay consiste però nel controllare e muovere un pennello che deve dipingere l'intero layout, allo scopo anche di incrementare il proprio punteggio base.
L'oggetto è inseguito da due Ojaman, creature immaginarie incrocio tra un fantasma e un pesce di colore giallo e azzurro, che entrano in scena all'unisono da separate basi quadrate (poste quasi al centro dello schermo). Se uno di essi riesce a toccarlo una delle tre vite a disposizione viene persa, fino a causare il game over una volta esaurite.
Per attaccare cotali creature si usufruiscono di due rulli posizionati nei due appositi cavalcavia, uno orientato in verticale e l'altro in orizzontale. Il giocatore per usarli deve assicurarsi che il pennello sia sulla sua estremità anteriore, attendere che uno o entrambi gli Ojaman si avvicinino, quindi spingerlo lungo il medesimo, così che venga rispedito nella sua base dove ci resta per un certo lasso di tempo, salvo poi riprendere l'inseguimento del pennello. Inizialmente piuttosto stupidi, gli Ojaman diventano via via più "intelligenti" e imparano a evitare un rullo quando questo si avvicina, sviluppando pure strategie per intrappolare il giocatore.
Nel labirinto compare ad un certo momento un intruso, il quale girovaga libero per un po', lasciando dietro di sè tracce o impronte da ricoprirle obbligatoriamente passandovi sopra, in modo da completare un livello e proseguire a quello successivo. Il giocatore può limitare il danno estromettendo l'intruso dal labirinto andandogli addosso, il che non solo impedisce di lasciarne altre ma assegna anche un punteggio, aumentabile man mano che le si cancellano sempre più.
Gli intrusi in tutto sono sei, ciascuno con una propria postazione e apparibili nel seguente ciclico ordine dei livelli: nel primo il gattino, nel secondo il topo, nel terzo l'uccello, nel quarto il cerchione dell'automobile, nel quinto il gatto soriano, nel sesto l'uomo invisibile.

### Korosuke Roller
Uscito nello stesso anno solo in Giappone, trattasi di un aggiornamento sempre per arcade del gioco originale, con la stessa giocabilità ma anche con alcune innovazioni introdotte:
- al posto del pennello il giocatore si cala nei panni di un animale acquatico, il calamaro, che può teletrasportarsi in un punto a caso del labirinto (si preme un pulsante per attivarne la funzione);
- le vite a disposizione sono cinque anziché tre;
- l'Ojaman giallo può da un momento all'altro cancellare parti di layout già pennellate;
- il gatto soriano viene sostituito dal cane e il topo dalla scimmia.

### Remake
Abbandonata l'astrattezza è ambientato prevalentemente in un mondo fantasy colorato. Nella principale modalità "New Game", oltre al classico labirinto sono presenti nuovi schemi per i sei livelli non lineari di gioco. L'unica novità introdotta riguarda il collezionismo degli intrusi (qui chiamati Irksters) per "Collection" sul menù iniziale: uno per ogni livello, per raccoglierlo e aggiungerlo poi automaticamente a tale opzione basta solo passarglici sopra.
Altre modalità disponibili includono "Time Trial" e "Vs", quest'ultima giocabile collegando due Neo Geo Pocket Color via cavo.

## Musica
Eccetto che nel remake si può ascoltare, giusto al momento della cattura del pennello da parte degli Ojaman, un arrangiamento ad 8-bit dell'inizio di Twelfth Street Rag, brano di Pee Wee Hunt.

## Eredità
Una modifica "speed-up", che consente al pennello di muoversi più velocemente (ma non al pesce), è stata documentata come Make Trax Turbo. La versione portatile al LED è intitolata Paint Roller, prodotta dalla Gakken e commercializzata nel 1982.
Esiste anche un clone non autorizzato di Crush Roller, sia da parte di Alpha Denshi che di Nintendo, pubblicato nel 1990 e spesso distribuito all'interno di molti cloni hardware o cartucce pirata del NES. Esso era programmato da Hwang Shinwei (della fama di Magic Jewelry) come Brush Roller, hackerato a sua volta l'anno seguente dalla software house taiwanese NTDEC (oggi Asder), sempre senza la licenza di ambedue le compagnie, cambiandone il nome in Bookyman e includendolo nella loro raccolta Caltron 6 in 1. In entrambe sono a disposizione un tempo limite di 200 secondi e nove vite iniziali, in più, i punti non si ottengono gradualmente mentre si pittura l'intero layout. Solo però nella hack, il pennello e i due Ojaman vengono rimpiazzati rispettivamente da un insetto e da due rane.